# 国家
国家（こっか、英: state）とは、国と同様に、「一定の領土と国民と排他的な統治組織とを供えた政治共同体」や、「一定の領土を基礎にして、固有の統治権によって統治される、継続的な公組織的共同社会」と言える。

## 概説
プラトンの著作の原題である「ポリテイア」（古希: Πολιτεία、古代ギリシア語ラテン翻字: politeia）を『国家』と翻訳する場合もある。また、英語の「コモンウェルス」（commonwealth）やラテン語の「レス・プブリカ」（res publica）なども広い意味において、国家と訳される場合がある。
英語の「ステート」（state）の語源は、ラテン語の「スタトゥス」（status）である。
国家は政治制度の集合体、領土の単位、哲学的な理念、弾圧や圧政の手段など多様な文脈で論じられる対象である。このような意味の混合は、国家をどのように捉えるかという着眼点において様々な立場を採りうることが原因である。例えば倫理的、機能的、そして組織的な観点を置くことができる。
哲学者ゲオルク・ヴィルヘルム・フリードリヒ・ヘーゲルの国家理論では国家を倫理的な観点から論じており、家族、市民社会、そして国家に大別している。そして家族は限定的な利他主義、市民社会は普遍的な利己主義、そして国家を普遍的な利他主義の領域であると位置づけていた。
機能の観点から見れば、国家は社会に対して担う役割から捉えることができる。国家の中心的な機能とは社会秩序を継続的に維持することであり、社会的安定を担保することである。例えばマルクス主義は、国内の資本主義のシステムを長期的に存続させる国家の機能性を強調している。
「組織的な観点では、国家とは広義には「政府の組織」であり、市民社会とは区別される公的制度である。」「つまり政府・議会・官僚・軍隊・警察・裁判所・社会保障体制などさまざまな制度から成立している組織として国家は概念化することができる。」
さらに、国家の諸々の側面について観察すると国家にはいくつかの特徴がある、と指摘する文献もある（Andrew Heywood.(2002)Politcs(2nd ed.)(N.Y.: Palgrave Macmillan)の「国家」の項目における87-88頁）。まず国家とは主権を備えており、それは社会における全ての集団よりも上位に位置する絶対的権力として行使されるものであり、政治思想家のトマス・ホッブズは自著で国家を海の怪物であるリヴァイアサンと描写した。
社会学者マックス・ウェーバーは、国家は「正当化された暴力」を独占していると指摘した。

## 歴史
人類史上最古の国家がいつ成立したか正確には判明していないが、集約的な農耕による集住が進んでいた古代メソポタミアにおいて、紀元前3300年ごろにはウルク市が完全に都市としての実体を備え、都市国家化したと考えられている。その後都市は周辺のメソポタミア南部各地に成立し、紀元前2900年ごろからは各地にシュメール人の都市国家が分立して抗争を繰り返すようになった。こうした抗争こそが、国家を成立させた要因だと考えられている。他集団との対抗上、支配者の元に軍事や税務など各種専門家をおいて集権的な体制を成立させ多くの人員を戦争に動員できることが必須となったためである。こうして国家は面として広い地域を支配する領域国家へと拡大していった。ただしその後も、19世紀の帝国主義時代に列強諸国によって世界分割が行われるまでは、世界各地に国家に所属していない社会や土地が存在していた。こうした国家未所属の土地は無主地とされ、ヨーロッパ諸国が進出し実力により占有することで先占を成立させ、これを領域権原とすることで自国領に組み込んでいった。
現代のような主権国家体制が成立したのは近世のヨーロッパであり、三十年戦争の講和条約として1648年に締結されたウェストファリア条約によって、各主権国家が自らの領域内にたいして排他的に公権力を行使し、各国の主権は相互に不可侵であることが確認され、ウェストファリア体制と呼ばれる世界秩序が確立した。この時代までの国家は領土と領民を君主の私物と見なすいわゆる家産国家であり、その側面は絶対主義の成立によってさらに強まったものの、17世紀末からはイギリスの名誉革命やフランス革命と言った市民革命をきっかけとして一部の民族が国民化していき、主権国家と結合して18世紀ごろにヨーロッパにおいて国民国家が出現した。ウェストファリア体制は当初ヨーロッパのみの国際秩序であったが、19世紀後半になるとアメリカや日本といった他地域の大国がこの秩序に参入する一方で、大国は帝国主義を掲げてアジアやアフリカの多くの地域を植民地化し、この体制は世界的なものとなった。さらに、20世紀後半になると、これら植民地が相次いで独立し、国家の数が大幅に増大した。20世紀後半以降は、1961年に発効した南極条約によって領土権を凍結された南緯60度以南の南極大陸およびその属島を除く、地球上のすべての陸地がいずれかの主権国家によって領有されている。一方、20世紀に入ると国際連盟や国際連合といった超国家的な国際機関が創設されるようになった。

## 法学上の定義
法学・政治学においては、以下の「国家の三要素」を持つものを「国家」とする。これは、ドイツの法学者・国家学者であるゲオルク・イェリネックの学説に基づくものであるが、今日では、一般に国際法上の「国家」の承認要件として認められている。

### 国家の三要素
- 領域（独: Staatsgebiet：領土、領水、領空）- 一定に区画されている。
- 人民（独: Staatsvolk：国民、住民）- 恒久的に属し、一時の好悪で脱したり復したりはしない。
- 権力（独: Staatsgewalt）ないし主権- 正統な物理的実力のことである。この実力は、対外的・対内的に排他的に行使できなければならない、つまり、主権的（独: souverän）でなければならない。

この3つが三要素とされる。モデルにおいては、国家とは、権力が領域と人民を内外の干渉を許さず統治する存在であると捉えられているのである。領域に対する権力を領土高権（独: Gebietshoheit）、人民に対する権力を対人高権（独: Personalhoheit）という。国際法上、これらの三要素を有するものは国家として認められるが、満たさないものは国家として認められない。この場合、認めるか認めないかを実際に判断するのは他の国家なので、他国からの承認を第4の要素に挙げる場合もある（モンテビデオ条約の項目および国家の資格要件も参照のこと）。

### 国家の資格要件
国際法上国家と言えるか否かについて、モンテビデオ条約第1条には以下のように定められた。
2024年時点で日本政府が独立国と承認している国家の数は196カ国であるが、下記のように国家によって承認している国家数には差異がある。また、実際には、この条件を完全には満たさない国家もいくつか存在している。例えば、モナコは長らくフランスの保護下にあり、2005年のフランス・モナコ友好協力条約によって制限が緩和されるまで、外交にはフランスの承認が必要だった。また条約改定後も、モナコの防衛はフランスの責任となっている。また、自由連合の形態を取る国家では、防衛権など主権の一部を他国に委ねることになっている。このため、自由連合は独立国家と非独立状態の中間的な形態と見なされており、とくに外交権を委任しているニュージーランドの自由連合を国家承認する国家は少ない。アメリカはミクロネシア連邦・マーシャル諸島・パラオの3カ国と個別に自由連合盟約を結んでおり、これらの国から防衛権を委ねられている。同様に、ニュージーランドもクック諸島およびニウエと自由連合条約を締結しており、防衛権および一部外交権を委任されている。
また、国家の承認はすべての国家間において行われるわけではなく、何らかの理由によって、他国で広く承認されている国家を国家承認しない場合もあり得る。日本の場合、1965年の日韓基本条約第3条において大韓民国を朝鮮半島における唯一の合法的政府と定めているため、半島北半部にある朝鮮民主主義人民共和国の国家承認を行っていない。
このほかにも最初の3つの条件を満たすのにもかかわらず、他国からの承認がまったく、もしくはわずかしか得られない国家もいくつか存在する。中華民国は国家の三要素を完全に満たしているが、「一つの中国」の原則をめぐって中華人民共和国と激しく対立しており、中華人民共和国側が中華民国の承認に対し圧力をかけているため、2020年時点で中華民国を承認している国家はわずか15か国にすぎない。また、2008年にセルビアから独立を一方的に宣言したコソボについては国家承認をめぐって国際世論が真っ二つに割れ、2020年9月時点では日本を含む100カ国が国家承認を行っている一方、セルビアやロシア、中国など残りの約90カ国はこれを認めていない。こうした国家は未承認国家と呼ばれ、旧ソヴィエト連邦地域に多いものの、世界中に点在している。

### 現代的な基準外の国家
要件を満たさない支配機構や政治共同体も存在しうる。国家は近代の歴史的産物（近代国家も参照）であり、それ以前には存在しなかった。例えば前近代社会において、しばしば多くの国家が多様な自治的組織を持つ多種多様な人間集団、すなわち社団の複合体として成立し、中央政府機構はこれら社団に特権を付与することで階層秩序を維持していた。こうした国家体制を社団国家と称し、日本の幕藩体制やフランスのアンシャン・レジームが典型例として挙げられる。例えば、幕藩体制において公家の団体である朝廷とその首長の天皇は幕府の首長に征夷大将軍の官位を与えることで権威を保証し、幕府は大名や旗本の領国経営組織という武士の団体に主従制に基づく特権を付与して臣従と忠誠を求め、幕府や大名領国のような領主権力は百姓の団体である惣村や町人の団体である町（ちょう）に身分特権と自治権を付与することで民政を行っていた。そこには如何なる排他的な主権者も見出すことはできない。
こうした社団国家においては個々の社団が中央政府機構からの離脱や復帰を行う現象が見られ、また江戸時代の琉球王国が日本と中華帝国（明もしくは清）に両属の態度をとっていたように国民の固定化は不完全であった。当然、社団の離脱、復帰に伴い領域も変動しえた。
さらに権力に関しても、幕藩体制における各藩が独自の軍事機構を持ち、幕府の藩内内政への干渉権が大幅に制限されていたように、決して主権的ではなかった。
現代社会において近代国家の表看板を掲げていても、2021年にターリバーンが実効支配する前のアフガニスタンのように内部の実情は複数の自立的共同体が必ずしも国家機構の主権下に服さずに国家体制の構成要素となっている国家は存続している。今日の国際関係は、近代的主権国家間の関係を前提として成立しており、こうした国家の存在は様々な紛争の火種を内包している。さらに、この問題は同時に、近代的主権国家の歴史的な特殊性の問題点を投げかけているともいえる。

### 国家承継
ある国家が消滅した場合、通常はその領域に単一、または複数の後継国家が誕生するため、旧国家が締結していた条約や保持していた権利義務・債務財産等をどのように承継するかが問題となる。これを国家承継と呼ぶ。国家承継については条約に関する国家承継に関するウィーン条約および国家財産，国家文書及び国家債務に関する国家承継条約の2つが存在するものの、前者は締結国が非常に少なく、後者は発効すらしていないため、実際には各国間の協定によって適宜処理されていくことがほとんどである。

## 社会学的な定義
社会学における国家の定義は法学や政治学とは異なり、国家の権力の中身ではなく、あくまでその形式のほうに向けられている。社会学的な国家（ここでは近代国家）の定義でもっとも代表的なものがマックス・ウェーバーによるものである。ウェーバーは2つの側面から国家を理解していた。1つ目は、警察や軍隊などの暴力手段を合法的に独占していること、そして2つ目は、官僚や議員など統治組織の維持そのものを職業として生計を立てる専門家によって構成されている政治的共同体であるということである。この定義を詳しく見ると、以下のようにまとめることができる。
（1）中世のヨーロッパでは、国家は軍事組織をほとんど独占しておらず、戦争は貴族の私兵や傭兵隊などによって賄われるのが通例であり、国家が直接的に訓練・組織化に関わることは少なかった。しかし、17世紀以降の絶対王政と国家間戦争の激化により、王国に排他的な忠誠を誓う「常備軍」を整備しはじめ、次第に底辺の家族や村落の中にまで徴税や徴兵の権力が介入していくようになる。それに伴って、国家に動員される民衆の間には自ずと政治意識や権利意識も生じ始め、国家の利益を直接的に代表するのは世襲身分による王家や貴族ではなく、われわれ平等な「国民」であるという理解が次第に形成され、これが18世紀末以降に革命を帰結させていくことになる。「国民」意識が教育制度などを通じて浸透するようになると、もはや国家が直接的な強制力を行使して兵士を徴収する徴兵制よりも、第二次大戦以降には「国民」の中から志願兵を募るという方向へと転換し、軍隊はより一層「専門化」していくことになる。
（2）中世以前の国家は、国王と臣下、領主、都市国家、地域共同体といった様々な中間集団との重層的な関係の中にあり、国家は家族・親族の領域と未分化の状態であった。しかし、戦争の規模の拡大と市場経済化および産業化の波は、国家と個人の直接的な関係と社会の均質的画一化を推し進めるものであり、これらに対応するためには、国家を統一的に運営するためのルール（法律）と、専門的な職業家（官僚・議員）を必要とするようになった。こうして、国家が統治組織として専門分化することにより、統治される対象としての「社会（市民社会）」が自律的な領域として分化していくことになる。
近年は、強力な官僚制と「物理的暴力の独占」を強調するというウェーバーの議論に対して、そもそも国家はそのように堅固な統一性をもった統治組織なのではなく、民意や社会の変動の前に不安定で不統一的なものであるという説明がなされることもある。現代社会を批評する議論の中には、国民国家が既に無意味になってしまったかのように語られることもあるが、社会学の国家論ではほとんど否定されている。

## 様々な国家論
国家というものの在り方をめぐっては、さまざまな国家論が立てられ、論争が行われてきた。
国家の起源や支配の正統性の根拠としては、いくつかの説が存在する。近代に入るとヨーロッパにおいて、君主の統治権は神から付与され、神以外の何者にも拘束されないとするという王権神授説が広まった。これに対し、各個人が社会契約を結んで所持する権利の一部を国家に委譲し、残余の権利の保障を受けるという社会契約説がトマス・ホッブズやジョン・ロック、ジャン＝ジャック・ルソーらによって唱えられ、近代民主主義国家成立の思想的基盤となった。
国家が社会にどこまで干渉するかをめぐっては、かつて19世紀においては制限選挙による社会上層のみの政治参加のもと、国家による社会への干渉を最小限にまで抑えた「自由主義国家論」が主流であり、防衛・安全保障および治安維持など最小限の役割のみを果たす小さな政府、いわゆる「夜警国家」が主流であった。これに対し、20世紀に入ると格差の拡大による貧困層の増大、およびそれによる社会主義・共産主義の勢力の増大に対抗するため、さらに選挙権が拡大され普通選挙が実施されることによって下層民にも政治参加の道が開かれたことから、「福祉国家論」による「福祉国家」など、国家が積極的に社会へと介入する大きな政府が主流となった。ただしこの2つの考え方の対立はその後も続いており、どこまで国家の社会への介入を認めるかは各国の選挙においても主要な争点となり続けている。
また、権力の分立という観点においては、19世紀の小さな政府のもとでは立法を担う議会（国政議会）が優越する、いわゆる立法国家が主流であったが、20世紀に入ると大きな政府化による国家の機能の著しい増大とともに行政権が政策立案能力をも保持するようになり、いわゆる行政国家化が進んだ。
国家と社会の関係に関しては、国家主権は絶対であり他の社会集団に優越するとした一元的国家論が古くから存在したが、20世紀に入るとそれに対し、国家も社会集団の一つであり、他の社会集団に対しての優越はそれほど大きなものではないとする多元的国家論が現れた。
その他の国家論に関しては以下を参照のこと。
- 階級国家論（マルクス主義的国家論）
- 国家有機体説（有機的国家論）
- 兵役国家
- 国家理性
- 神国

## 単一国家と連邦国家
国家はその構成単位から、単一国家と連邦国家に分けられる。単一国家においては中央政府が唯一の主権を保持しており、各地方自治体にいくらかの権限を与えることになる。これに対し連邦国家では、構成国家はそれぞれ主権と領域と国民を有する独立国家であるが、国家同士の自由意志による契約にもとづいて主権の一部を互いに委譲または委託して連邦政府を組織する、という形式をとる。したがって、形式上では、連邦構成国はその意志によって主権を取り戻して連邦を離脱する権利を留保していることになる。しかし、多くの連邦国家においては連邦政府が強大な権限を有するようになって連邦が形骸化し、構成国は実質的には離脱の自由を持たない、というのが実態である。かつてこうした緩やかな国家連合的な形態で発足したアメリカやスイスにおいても、スイスでは1847年の分離同盟戦争で、アメリカでは1861年から1865年にかけての南北戦争でそれぞれ中央集権派が勝利して州の権利が制限され、単一の国家へと移行していった。
ただし、連邦国家において州の権利は一般的に強く、また政治的にもすでにまとまった政治単位として存在しているため、中央政府の統制がなんらかの理由で弱まった場合は実際に州が連邦から離脱することもあり得る。1991年にはソビエト連邦を構成する12の連邦構成共和国が連邦からの離脱を表明し、構成国の存在しなくなったソビエト連邦は崩壊することとなった。また、同じく1991年にはユーゴスラビア構成国のうちスロベニアとクロアチアが連邦離脱を表明し、ほかの構成国も追随したものの、セルビアを中心とするユーゴスラビア政府はこれを認めず、長期にわたるユーゴスラビア紛争が勃発した。

## 国家の起源
国家の起源には諸説あり、定説はないと言っていい。それは特に現代において、国家の形が多様であり、ひとつのモデルで説明しきれないことを表している。しかし、国家を静態的ではなく、動態的に捉えることは非常に重要である。動態的な国家起源のモデルを設定してそれを理念型とすることで、多様な国家の成り立ちをよりよく理解することができるようになるからである。
国家起源の動態モデルの例としてカール・ドイッチュの説がある。
ドイッチュは国家の起源を社会的コミュニケーションの連続性から説明する。彼によれば、国民 (nation) とは次の2種類のコミュニケーションの積み重ねの産物である。すなわち、第1に、財貨・資本・労働の移動に関するものである。第2に、情報に関するものである。西欧における資本主義の発展に伴って、交通や出版、通信の技術も発達し、これら2種類のコミュニケーションが進展し徐々に密度を増すと、財貨・資本・労働の結びつきが周辺と比較して強い地域が出現する。ドイッチュはこれを経済社会 (society) と呼ぶ。また同時に、言語と文化（行動様式・思考様式の総体）における共通圏が成立するようになる。ドイッチュはこれを文化情報共同体 (community) と呼ぶ。
言語や文化など多くの共通点を持つ人間集団は「国民」(nation)と呼ばれ、この集団が実際に政府を樹立し成立するのが「国民国家」nation-stateである。
しかし、現代における国家は必ずしもこうした理念型に合致するものではない。まともなコミュニケーションの進展も存在せず、それ故に「国民」(nation) と呼べる実体が全く不在の場所に国家 (state) だけが存在するという場合もあれば、ひとつの国家 (state) の中に異なる政府の樹立を求める民族 (nation) が複数存在する場合もある。前者の典型的な例はアフリカであり、アフリカ分割時に各宗主国によって恣意的にひかれた国境線を踏襲したまま独立したため、国境線と民族分布とは多くの場合一致していなかった。独立後に各国政府は国民の形成を急いだが、国内に存在する各民族のナショナリズムを「トライバリズム」（部族主義）と呼んで非難し抑圧する一方で、指導者が自らの属する民族を重用し政府内を自民族で固めるといったことをしばしば行った。このため国民の形成はほとんどの国家において掛け声倒れに終わってしまい、逆に民族間の激しい抗争が繰り返されるようになった。後者の例としては、第一次世界大戦後の東ヨーロッパが挙げられる。東欧に林立した新独立国は国民国家として構想され、どの国においても主要民族が人口の大半を占めていたものの、いずれの国家も国内に少なくない数の非主要民族を抱えており、国民統合を進めるため強硬な同化政策や排除を進める国家側と、それに抵抗する少数派とが激しく対立した。またこれらの少数派民族の中には、旧帝国時代には支配層だったドイツ人やマジャール人などが含まれており、彼らは国土の縮小した自民族の国家と連携して戦後秩序の改正を求めるようになり、第二次世界大戦に少なからぬ影響を与えた。第二次世界大戦後のヨーロッパにおいては、これまでの国民国家 (nation-state) を包括するような大きな主体の出現が議論されている。それに対して、さらに細分化された民族 (people) が自らの政府の樹立を望んで国民 (nation) となろうとしているようにも見える地域も無数に存在している。こうしたことはEUの発展するヨーロッパにおいても見られる。
静態的な国家論だけでは国家を捉え切ることは非常に困難であると考えられる。

## 国家の崩壊
国家はいかなる場合でも領域内において十全に統治権を行使できるというわけではなく、行政能力の不足などの様々な事情によって統治が行き届かない場合もある。このような国家は治安維持能力や行政サービス能力が低いため、国民に十分な治安や医療などを提供できない。こうした国家は「失敗国家」と呼ばれ、ひどい場合は暴力の独占を保つことができず、国土の各所に軍閥が割拠して内戦が勃発する。さらにこれが進行すると1991年以降のソマリアのように中央政府そのものが事実上崩壊し、無政府状態となる例も存在する。こうした失敗国家では、たとえば2014年から数年間イラクとシリアの一部に成立したイスラーム国のようにテロ組織が領域支配を行ったり、またソマリアにおいてソマリア沖の海賊の跳梁が起きたように、非合法武力組織の浸透を許し周辺の治安悪化の大きな原因となることがある。